# Essegney
Essegney é uma comuna francesa na região administrativa do Grande Leste, no departamento de Vosges. Estende-se por uma área de 8.41 km². Em 2010 a comuna tinha 756 habitantes (densidade: 89,9 hab./km²).